# Feliniopsis kobesi
Feliniopsis kobesi is een vlinder uit de familie uilen (Noctuidae). De wetenschappelijke naam van deze soort is voor het eerst geldig gepubliceerd in 2007 door Hacker & Fibiger.
De soort komt voor in tropisch Afrika.